# Brian Jones (baloncestista)
Brian Jamaal Jones (n. Los Ángeles (California); 17 de enero de 1978) es un exjugador de baloncesto profesional estadounidense, que jugó en las ligas de Alemania y España. Lo hacía en la posición de base. Mide 1,83 y posee un buen físico que le permite defender a jugadores importantes del adversario. 

## Trayectoria
- 1996/01  Santa Clara Broncos
- 2003/05  Walter Tigers Tübingen
- 2005/07  Eisbären Bremerhaven
- 2007/08  Plus Pujol Lleida
- 2008/09  EnBW Ludwigsburg

## Honores
Walter Tigers Tübingen
- 2.Bundesliga ProA Champion
  - 2006